# Смеричка
«Смеричка» (укр. смерічка — ель, ёлочка) — украинский советский эстрадный вокально-инструментальный ансамбль, созданный в 1966 году выпускником Мукачевского музыкально-педагогического училища Львом Дутковским в Вижницком Доме культуры. Л. Дутковским была создана вокальная группа (бэк-вокал) в составе: Раиса Хотымская, Мария Наголюк, Стелла Фрунзе, Нина Цопа и биг-бит группа, в состав которой вошли Алексей Гончарук — вокал, гитара, Александр Шкляр — соло-гитара, саксофон, Юрий Шорин — барабаны, Виктор Музычко — бас-гитара, Валерий Бурмич и Леонид Сиренко — духовые инструменты, Л. Дутковский — клавиши, гитара, вокал. Первые солисты ансамбля «Смеричка»: Лидия Шевченко, Владимир Матвиевский в начале 1968 года, Мария Исак.

## История
В конце 1968 года в ансамбле появился начинающий певец Василий Зинкевич, в 1969 — начал свои первые шаги в вокальной школе Л. Дутковского Назарий Яремчук.
В апреле 1970 года ансамбль получил Диплом первой степени и Большую золотую медаль на республиканском фестивале-конкурсе самодеятельного искусства. «Мелодия» выпустила первую пластинку-миньон «Смерички» с конкурсными песнями.
В 1971 году «Смеричка» снимается в телефильме «Червона Рута». Солисты ансамбля играли там главные роли. Главную женскую роль должна была играть Мария Исак (солистка «Смерички»), но её место заняла София Ротару. Этот фильм сделал популярными своих актёров на весь Советский Союз.
В 1972 году «Смеричка» в Москве победила в телеконкурсе «Алло, мы ищем таланты!» с песней Л. Дутковского «Горянка». Ансамбль был награждён Почётной грамотой Президиума Верховного Совета СССР и получил звание народного. В эти два года «Смеричка» приняла участие в телеконкурсах в Москве. В частности, «Песня-71» с песней В. Ивасюка «Червона рута» и «Песня−72» с песней В. Ивасюка «Водограй».
1 апреля 1973 ансамбль «Смеричка» под управлением Л. Дутковского вместе с солистами Н. Яремчуком и В. Зинкевичем переходит на профессиональную сцену в Черновицкую филармонию. Дутковский приглашает в ансамбль новых вокалистов. В «Смеричке» поют: Алла Зборлюкова, Людмила Артеменко (позже солистка Днепропетровского ансамбля «Водограй»), Анастасия Лазарюк из Молдавии (теперь популярная поп-звезда в Румынии), позже сестры Евгения и Екатерина Зайцевы, а также Надежда Пащенко из Киева, Елена Шевченко из Закарпатья (будущая жена Н. Яремчука). Успешные гастроли, аншлаги по всему Советскому Союзу. Однако после ухода из коллектива Зинкевича летом 1975 года, а в октябре — и Дутковского, в коллективе начался творческий упадок.
В 1979 году филармония по просьбе Н. Яремчука реорганизует коллектив и снова приглашает главой ансамбля Льва Дутковского и оставляет в составе ансамбля только Назария Яремчука и Павла Дворского. Л. Дутковский пригласил в ансамбль новых артистов: певца Виктора Морозова, барабанщика Игоря Лесько, гитариста Юрия Луцейко, бас-гитариста Александра Соколова, клавишников Виталия Середу и Владимира Прокопика и бэк-вокалисток — Светлану Гнатюк-Дворська и Светлану Соляник.
ВИА «Смеричка» вновь привлёк зрителя концертной программой из новых песен Л. Дутковского, В. Морозова, П. Дворского, новаторской режиссурой Л. Дутковского, одним из первых в СССР свето-лазерным оформлением. Художник-модельер Алла Дутковская создала оригинальное и мастерское решение новых комплектов стилизованных концертных костюмов. К ансамблю «Смеричка» вновь вернулась всесоюзная известность, в этот период группа получила приз зрительских симпатий на фестивале «Братиславская лира» с песней Раймонда Паулса «Я тебя рисую», а также премию комсомола Украины имени Н. Островского.
В 1983 году, после назначения Дутковского режиссёром-постановщиком филармонии, «Смеричку» возглавляет Назарий Яремчук, музыкальную часть — Соколов, позднее В. Прокопик.
В 1984 году группа стала лауреатом Всесоюзного смотра-конкурса тематических программ, через год — дипломантом XII Всемирного фестиваля молодёжи и студентов.
После ухода В. Морозова и ряда других музыкантов группа некоторое время аккомпанировала Назарию Яремчуку и Павлу Дворскому.
В 1995 году, со смертью Назария Яремчука, группа прекратила существование.